# Сатриано-ди-Лукания
Сатриано-ди-Лукания (итал. Satriano di Lucania) — коммуна в Италии, расположена в регионе Базиликата, подчиняется административному центру Потенца.
Население составляет 2354 человека, плотность населения составляет 71 чел./км². Занимает площадь 33 км². Почтовый индекс — 85050. Телефонный код — 0975.